# Gabriella Bascelli
Gabriella Bascelli (Johannesburgo, Sudáfrica, 19 de agosto de 1982) es una deportista italiana que compitió en remo. Su esposo, Elia Luini, compitió en el mismo deporte.
Ganó una medalla de bronce en el Campeonato Mundial de Remo de 2002 y cuatro medallas en el Campeonato Europeo de Remo entre los años 2008 y 2012.
Participó en dos Juegos Olímpicos de Verano, ocupando el octavo lugar en Atenas 2004 (doble scull) y el octavo en Pekín 2008 (scull individual).

## Palmarés internacional
| Campeonato Mundial | Campeonato Mundial  | Campeonato Mundial | Campeonato Mundial |
| Año                | Lugar               | Medalla            | Prueba             |
| ------------------ | ------------------- | ------------------ | ------------------ |
| 2002               | Sevilla (España)    | Medalla de bronce  | Doble scull        |
| Campeonato Europeo |                     |                    |                    |
| Año                | Lugar               | Medalla            | Prueba             |
| 2008               | Maratón (Grecia)    | Medalla de bronce  | Doble scull        |
| 2009               | Brest (Bielorrusia) | Medalla de oro     | Doble scull        |
| 2009               | Brest (Bielorrusia) | Medalla de plata   | Cuatro scull       |
| 2012               | Varese (Italia)     | Medalla de plata   | Ocho con timonel   |